# يوهان غوتليب غليديتش
يوهان غوتليب غليديتش (بالألمانية: Johann Gottlieb Gleditsch)‏ هو أستاذ جامعي وكاتب وعالم نبات ألماني، ولد في 5 فبراير 1714 في لايبزيغ في ألمانيا، وتوفي في 5 أكتوبر 1786 في برلين في ألمانيا.